# Кутема (село)
 Кутема  — село в Черемшанском районе Татарстана. Административный центр и единственный населенный пункт Кутеминского сельского поселения.

## География
Находится в южной части Татарстана на расстоянии приблизительно 21 км по прямой на север-северо-запад от районного центра села Черемшан у речки Кутеминка.

## История
Основано в первой половине XVIII века. В начале XX века действовала Богоявленская церковь и волостное правление.

## Население
Постоянных жителей было: в 1782—313 душ мужского пола, в 1859—1559, в 1897—2659, в 1908—2911, в 1920—2866, в 1926—1725, в 1949—1157, в 1958—848, в 1970—990, в 1979—829, в 1989—679, в 2002 − 574 (русские 81 %), 496 в 2010.